# Juan-de-Fuca-Platte

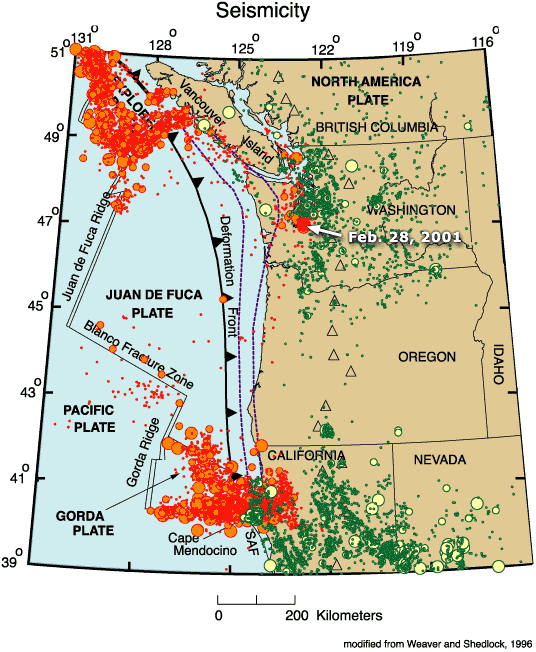
Seismische Ereignisse mit M >4.0 an der Juan-de-Fuca-Platte zwischen 1870 und 2001.

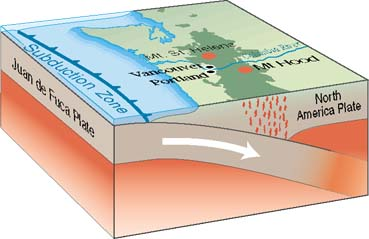
Subduktion der Juan-de-Fuca-Platte und Vulkanismus der Kaskadenkette

Die Juan-de-Fuca-Platte ist eine kleine, rein ozeanische Lithosphärenplatte am Nordostrand des Pazifikbeckens auf Höhe der kanadischen Provinz British Columbia sowie der US-Bundesstaaten Washington und Oregon. Sie grenzt westlich an die Pazifische Platte und östlich an die Nordamerikanische Platte. Benannt ist die Platte nach der Juan-de-Fuca-Straße südlich von Vancouver Island. Von der Juan-de-Fuca-Platte im engeren Sinn ist eine Juan-de-Fuca-Platte im weiteren Sinn (engl. Juan de Fuca microplate system) zu unterscheiden. Letztgenannte umfasst erstgenannte sowie zwei weitere Kleinplatten, die Explorer-Platte und die Gorda-Platte (auch Gorda-Region genannt und dann nicht als separate Platte ausgehalten).
Die westliche Grenze der Juan-de-Fuca-Platte (im weiteren Sinn) wird durch ein System aus Spreizungsrücken gebildet, die durch Transformstörungen gegeneinander versetzt sind (siehe → Juan-de-Fuca-Rücken). Die südlichste dieser Transformstörungen, die auch die Südgrenze des Plattensystems bildet, heißt Mendocino-Verwerfung (engl. Mendocino fracture zone). Die östliche Grenze ist durch eine Subduktionszone gekennzeichnet, die Cascadia-Subduktionszone, die eng mit der Entstehung des Kaskadengebirges auf der Nordamerikanischen Platte und dem dortigen Vulkanismus verknüpft ist. Aufgrund der Lage von Rücken und Subduktionszone nimmt das Alter der Kruste des Kleinplattensystems von Westen nach Osten zu. An der Subduktionszone  erreicht es mit ca. 11 Mio. Jahren (jüngeres Miozän) den Maximalwert.
Die Juan-de-Fuca-Platte (im weiteren Sinn) ist ein isolierter Rest der Farallon-Platte, der heute rund 2500 km vom nächstgelegenen Farallon-Fragment, der Cocosplatte, entfernt liegt. Der seinerzeit noch größere Vorläufer der Juan-de-Fuca-Platte, der sich vor ca. 55 Millionen Jahren entlang der Mendocino-Verwerfung von der Farallon-Platte  löste, wird Vancouver-Platte genannt.